# メン・イン・ブラック (映画)
『メン・イン・ブラック』（原題: Men in Black）は、1997年のアメリカのSFアクションコメディ映画。監督はバリー・ソネンフェルド、製作はウォルター・F・パークスとローリー・マクドナルド、脚本はエド・ソロモンが務める。主演のトミー・リー・ジョーンズとウィル・スミスは、「メン・イン・ブラック」と呼ばれる秘密組織の2人のエージェントを演じている。この組織は、地球上に住む地球外生命体を監督し、その存在を一般の人間から隠している。「メン・イン・ブラック」シリーズの1作目。
1997年7月2日に全米で公開され、9,000万ドルの製作費に対して全世界で5億8,930万ドル以上の興行収入を記録し、その年の第3位の興行収入を記録した。
批評家からは、脚本、ユーモア、舞台装置、視覚効果、ジョーンズとスミスの演技などが高く評価された。アカデミー賞では、美術賞、作曲賞、メイクアップ賞の3部門にノミネートされ、メイクアップ賞を受賞した。
続編として『メン・イン・ブラック2』（2002年）と『メン・イン・ブラック3』（2012年）、およびスピンオフ作品『メン・イン・ブラック:インターナショナル』（2019年）、1997年から2001年にかけて放送されたアニメーションシリーズが製作された。

## ストーリー
ニューヨーク市警察のジェームズ・エドワーズ刑事（ウィル・スミス）はとある事件の犯人を追い詰めたが、犯人は飛び降り自殺してしまう。しかし犯人が異形を見せたことで普通の人間ではないことを知るが、あまりにも奇天烈な話で疑われてしまい、この話を信じるのは検視官のローレル・ウィーバー（リンダ・フィオレンティーノ）だけだった。そこへ突然現れた、黒い背広服の男がローレルに赤い光を浴びせる。“K”と呼ばれるその男（トミー・リー・ジョーンズ）は、自分の所属する組織MIB（メン・イン・ブラック）へエドワーズをスカウトする。エドワーズは他にも集められたエリート中のエリートたちに混じってテストを受ける。ただ一人合格した彼はKから現在、地球上には1500体ものエイリアンが人間に姿を変えるなどして生活していることを知らされる。エイリアンが犯罪や侵略行為に出ないよう監視し、彼らの存在を世間から隠すこと、それが最高秘密機関MIBの任務だった。MIBの一員となることを決意したジェームズは、クレジットカードの信用情報、運転免許の違反前歴に取得記録、社会保障番号、果ては指紋に至るまで一切の過去を抹消。捜査官エージェント“J”として生まれ変わり、Kとコンビを組む事になった。
ベテラン捜査官Kと研修を終えた新米のJを待っていたのは、とある宇宙船の無断侵入事件。始めはただのエイリアン逃亡事件かと思われたが、やがてローレルをも巻き込んだ大事件に発展していく。

## 登場人物
K演 - トミー・リー・ジョーンズ
1961年、MIBが初めてエイリアンと接触した際、道に迷った彼が偶然通りかかったところ、地球に亡命してきたそのエイリアンへ花束を贈呈するという大役を仰せつかり、そのままMIBで働くことになった。以来、MIB史上最強の伝説的なエージェントとなり、数々の難事件を解決してきた英雄。MIB創設期から所属しているため、彼とZしか知らない秘密も多い。
寡黙で多くを語らないため、エージェントとなったJ（エドワーズ）とは何かと言い争いは絶えないが資質は認めている。張り込みでは古臭いロカビリーを延々とリピートしてかけている。
若い頃に別れることになった恋人を今も想い続けており、時折監視カメラで見守っている。
事件解決後にエージェントを引退することを明かし、記憶を消して35年ぶりに恋人のところに戻った。
2作目で本名が“ケビン・ブラウン”であることが明かされた。
ジェームズ・エドワーズ→J演 - ウィル・スミス
フルネームは「ジェームズ・ダレル・エドワーズ三世」。破天荒かつ血気盛んで軽い性格のお調子者だが正義感は非常に強く、かつてはニューヨーク市警察では凄腕の敏腕刑事だった（しかしあまりにも周りとの能力の差が大きく、同僚からは煙たがられていた）。捜査中に偶然エイリアンを追い詰め、その能力を見込まれてKからスカウトされ、選考の結果、MIBのエージェントJとなる。口が達者で、相手に有無を言わさずに喋り続けるのが得意技。Kとの張り込みの最中にも、寡黙なKの横で延々と喋り続けている。
加入当初は地球の水準をはるかに超えるMIBの科学技術や、見たことのない異星の生物の存在に戸惑いつつ、トレーニングを真面目に受けないなど不真面目な態度をとっていたが次第に頭角を現す。美人とハイテク機器に弱い。
幼少時代にもKと会っていたことが3作目で明かされた。
ローレル・ウィーバー→L演 - リンダ・フィオレンティーノ
病院で死体解剖を専門する検死官。奇妙な縁でMIBと関わる。解剖した死体がエイリアンであることを即座に見抜き、エドワーズの話を信じるが、機密保持のためにKに記憶を消された。その後、ローゼンバーグの秘密解明にも尽力したが、またも記憶を消された。病院にKとJがバグを追って乗り込んだ際、バグに人質にされ、機内食として拘束されたが、機転を利かせて脱出し、最後はバグにとどめを刺した。命の借りがあるKとJは彼女の記憶を消せず、MIBに入ることとなり、引退したKに代わってJの新たなパートナー・エージェントLとなった。その後、4年以上Jとコンビを組んで活躍したが、検死官に戻りたがったためにJが記憶を消し、元の生活に戻った。とてもスタイルがよく、顔立ちの整った美人で、Jは一目惚れした。バグに脅されてもひるまず立ち向かえる勇気と行動力を持つ。
エドガー/バグ演 - ヴィンセント・ドノフリオ
亭主関白な農夫で妻に何かと暴言を吐いていた。ある日、自分の敷地内に侵入したエイリアンのバグによって、生きたまま皮膚の内側の肉体すべてを食われる。
バグはゴキブリに似たエイリアンで、人間をとことん毛嫌いしており、同族（ハエやゴキブリ）が殺されると激怒する。砂糖をたっぷり溶かした水が大好物。人間に化けるためエドガーの皮膚をかぶって行動するが、人間社会の常識が理解できておらず、奇天烈な行動をしたことで妻に正体を悟られた。終盤でエドガーの皮膚を剥ぎ取って見せた本体は頭部から尻尾まで含めて、エドガーの2、3倍の大きさだった。その後はKとJの二人と対決する。挑発したKを丸飲みにしてJも圧倒したが、最期はKがスペースガンで体内から破壊し、残った上半身もウィーバー（後のL）によって始末された。
尚終盤までエドガーに擬態していたものの、被っている皮自体はあくまで死体の表皮に過ぎないため、時間の経過とともに腐敗が進行し、外見が劣化していた。
Z演 - リップ・トーン
MIB創設メンバーの一人で、ニューヨーク本部のトップ。Kの才能を見込んでスカウトした他、MIBの創設の数々に関わった長い付き合い。様々な逸話があるが、MIBが黒のスーツ着用なのは、彼が太めの体型を少しでもカバーしようとしたためらしい。
D演 - リチャード・ハミルトン
Kの前の相棒。かなりの高齢のため、動きに機敏さが無くなって足を引っ張ってしまい、引退を決意。直後にKから記憶をニューラライズされる。
ジーブス演 - トニー・シャルーブ
ダウンタウンにある「ユニバーサル質店」の主人で、JがMIBに加わる以前からの知り合い。正体は再生能力を持つエイリアンで、頭が吹き飛ばされてもすぐに生えてくる。主に時計などの盗品からスペースガンまでの闇売買に手を染めている。片目の黒目がズレている。
ベアトリス演 - シオバン・ファロン
エドガーの妻。警察にありのままを証言したが信用してもらえず、人間不信になってしまった。エドガーからは酷い扱いを受けていたものの、彼が宇宙人に殺されたことを周りに必死で訴えるなど、愛情はある様子だった。最後は話を聞いたKたちに記憶を改竄させられる形で今回の件を忘れた。
ローゼンバーグ演 - マイク・ナスバウム
貴金属店の店主。正体はエイリアンで、人間型ロボットの顔の中に本体の小さな体が入っていた。アルキリア星の王族であり、「銀河」の守護を任務としている。他のアルキリア星人と落ち合ったレストランに先回りしていたバグに襲われ、死体置き場で「戦争を阻止しろ。銀河系の場所はオリオンのベルト」と、Jとローレルに言い残し、息絶える。
アルキリア星人演 - カレル・ストルイケン
ローゼンバーグと会うために地球を訪れたエイリアン。MIB本部での入境審査では外交官であると答えている。ローゼンバーグと面会したレストランで、共にバグに襲われて死亡。
オリオン
ローゼンバーグが飼っているネコ。首輪の宝石には銀河系の一つがある。エドガー（バグ）にも勇敢に立ち向かった他、ローゼンバーグの正体であるエイリアンが息絶えた際にも悲しそうな様子を浮かべるなど、エイリアンに対する理解はある模様。死体置き場を訪れたバグに銀河を奪われ、その後の動向は不明。
フランク・ザ・パグ声 -　ティム・ブラニー
マンハッタンの小さな鍵屋で飼われているパグだが、実はエイリアン。Jは最初、陰気な顔つきの鍵屋の方をエイリアンと思っていた。宇宙外交に詳しく、バグと「銀河」に関する情報を伝えた。
2作目では成り行きでJの相棒となり、映画のポスターにはJやKと共に黒ジャケット姿で写っている。
ジェンセン演 - ケント・フォールコン
J（エドワーズ）の他にMIBのエージェント採用試験を受けた候補生の一人。本人曰く陸軍士官学校を首席で卒業し、階級は少尉。自分達がここへ集められた理由を説明して欲しいとエドワーズが質問した際「エリート中のエリートであるから」とZに対し真っ先に応える。しかし、エドワーズからは説明になっていないと笑われる。
最終的にはKがエドワーズを推したために、他の候補生と共にZから記憶をニューラライズされ、不合格扱いとなった。
レジック演 - パトリック・ブリン
マンハッタンに住む、人間に化けたエイリアン。同じくエイリアンで妊婦でもある妻がおり、K達が彼らの無断移動を調べに来た際に、Jの手助けで妻が無事出産する。
指定居住区域であるマンハッタンを無断で離れた上、予定にはない臨時の宇宙船で地球を離れようとしており、Kは妊娠中の妻を連れてまで逃げようとしていた様子から地球に危機が迫っている事を悟り、バグの密入国船に関して調べるきっかけとなった。
ニュートン演 - デヴィッド・クロス
ローレルがいる病院で通用口の受付を担当している男。エドガー（バグ）が「銀河」を持っているオリオン目当てに訪れた際、その目の前で虫を潰して殺虫剤まで取り出した為に怒りを買い、殺されたかと思われたが、2作目で生存していたことがわかった。

## アイテム
宇宙ガン（スペースガン）
MIBが開発した対宇宙人用戦闘銃。大きさは掌サイズの小型から拳銃サイズやバズーカのような大型まで様々である。
Jは初心者ということで、掌サイズの小さな銃を渡されたが、実はその小さな銃はバズーカ並みという凄まじい威力がある。さらに1発の反動もとてつもなく、Jは知らずに扱った為に3回吹き飛ばされている。
エレクトロバイオメカニカルニュートラルトランスミッティングゼロシナプスレポジショナー（ニューラライザー）
宇宙人を目撃した一般市民の記憶を消去する装置で、小さな棒型の形状。通称「ピカッ」「記憶でっち上げ装置」。
扱う場合はMIB専用のサングラスを装着することで記憶消去を防ぎ、ピカッと光った後にニセの記憶を説明して新しい記憶を刷り込む。
原理は「ターゲットあるいは目撃者の脳内の電気信号（インパルス）を絶縁させて記憶を消去し、催眠状態にすることで偽の記憶を植え付ける」といったもの。
MIBのエージェントが引退する際にも使用して記憶を操作する。
続編の『MIB3』における主要舞台の1969年においては、当時のモデルであるニューラライザーが登場するが、こちらは棒状の本体と腰に装着したバッテリーとがケーブルで繋がっている仕様。また、同作中にはより複雑な記憶操作を可能とする大型のニューラライザーも登場するが、こちらは記憶操作を行う相手を中に入れてから実行するシステムとなっているものの、特殊な事情により記憶操作は実施されずに終わった。
なお、ニューラライザーで実行可能なのは宇宙人を目撃した一般市民の記憶を消すのみであって何かしらの「物的証拠」はどうにもならないため、冒頭でKが射殺した宇宙人犯罪者のマイキーについては証拠隠滅班を呼んだ上で、マイキーの血が付着したサボテンは全て火炎放射器で焼却処分し、同じく血を浴びた国境警備隊の隊員については同僚共々ニューラライザーで記憶を操作した上で、隊員のみ「君は地下のガス管が爆発して、壊れた下水管から飛び散った下水を浴びた。向こうで検査と消毒を受けるように」とKから指示を受けた。
LTD Crown Victoria
全MIBに支給される公用車。シフトレバーに赤いボタンが付いている。普段は1987年型の旧型車で、それを目にしたJは「ハイテク満載の組織なのに、車はオヤジ趣味かよ」とバカにしたが、赤いボタンを押すとジェットエンジンが現れ、重力変換を起こす。
トンネル通過時には赤いボタンの機能で天井を走行し、渋滞を回避した。

## ロケーション
- メトロポリタン・トランスポーテーション・オーソリティ (MTA)
- ソロモン・R・グッゲンハイム美術館
- バッテリー・パーク
- マクドゥーガル・ストリート
- クイーンズ＝ミッドタウン・トンネル
- パーク・アヴェニュー
- フラッシング・メドウズ・コロナ・パーク(New York State Pavilion)
- リンカーン・センター(Lincoln Center for the Performing Arts)

## 日本語吹替
| 役名             | 俳優                                | 日本語吹替          | 日本語吹替                         |
| 役名             | 俳優                                | ソフト版            | 日本テレビ版                       |
| ---------------- | ----------------------------------- | ------------------- | ---------------------------------- |
| K                | トミー・リー・ジョーンズ            | 坂口芳貞            | 菅生隆之                           |
| エドワーズ→J     | ウィル・スミス                      | 江原正士            | 東地宏樹                           |
| ローレル         | リンダ・フィオレンティーノ          | 日野由利加          | 唐沢潤                             |
| エドガー/バグ    | ヴィンセント・ドノフリオ            | 大友龍三郎          | 玄田哲章                           |
| Z                | リップ・トーン                      | 大木民夫            | 石田太郎                           |
| ジーブス         | トニー・シャルーブ                  | 仲野裕              | 酒井敏也                           |
| ベアトリス       | シオバン・ファロン                  | 叶木翔子            | 井上瑤                             |
| ローゼンバーグ   | マイク・ナスバウム                  | 上田敏也            | 青野武                             |
| ニック           | ジョン・グリース                    | 上田敏也            | 後藤哲夫                           |
| アルキリア星人   | カレル・ストルイケン                | 福田信昭            | 郷里大輔                           |
| ジェイナス       | フレドリック・レーン                | 成田剣              | 大川透                             |
| D                | リチャード・ハミルトン              | 名取幸政            | 加藤精三                           |
| ジェンセン       | ケント・フォールコン                | 加瀬康之            | 内田夕夜                           |
| 害虫駆除人       | ケン・ソーリー                      | 岩田安生            | 島香裕                             |
| パープ           | キース・キャンベル                  | 大黒和広            | 内田夕夜                           |
| レジック         | パトリック・ブリン                  | 成田剣              | 小形満                             |
| マニー           | ハーシュ・ネイヤー                  | 茶風林              | 志村知幸                           |
| 巡査             | マイケル・ゴールドフィンガー        | 西尾徳              | 宝亀克寿                           |
| 警部             | ウィリー・C・カーペンター           | 福田信昭            | 小山武宏                           |
| 警官             | マイケル・ウィリス                  | 辻つとむ            | 志村知幸                           |
| ニュートン       | デヴィッド・クロス                  | 筒井巧              | 村治学                             |
| エデルソン       | ノーマ・ジーン・グロー              | 火野カチコ          | 森ひろ子                           |
| フランク         | ティム・ブラニー（声）              | 玄田哲章            | 内海賢二                           |
| レッカー車運転手 | ピーター・リナリ                    | 宝亀克寿            | 島香裕                             |
| B                | チャールズ・C・スティーヴンソン・Jr | 小島敏彦            | 大川透                             |
| コック           | ボリス・レスキン                    | 西尾徳              | 宝亀克寿                           |
| 本部アナウンス   | カレン・リン・ゴーニー              | 松下亜紀            | さとうあい                         |
| 役不明           | N/A                                 | 古川いづみ 田中宏美 | N/A                                |
|                  |                                     |                     |                                    |
| 演出             |                                     | 松川陸              | 木村絵理子                         |
| 翻訳             |                                     | 松崎広幸            | 松崎広幸                           |
| 調整             |                                     | 高久孝雄            | 高久孝雄                           |
| 効果             |                                     | N/A                 | サウンドボックス                   |
| スタジオ         |                                     |                     | オムニバス・ジャパン               |
| 担当             |                                     | 神部宗之 稲毛弘之   | 稲毛弘之                           |
| プロデューサー   |                                     | 吉岡美惠子          | 大塚恭司 阿部真一郎                |
| 制作             |                                     | 東北新社            | 東北新社                           |
| 初回放送         |                                     |                     | 2001年1月12日 『金曜ロードショー』 |

- 日本語字幕翻訳：戸田奈津子

※2015年9月2日発売の「吹替洋画劇場」シリーズ『メン・イン・ブラック/メン・イン・ブラック2』ブルーレイには本作と次作『メン・イン・ブラック2』の本編ディスクに加え、本作の日本テレビ版と次作のテレビ朝日版の吹き替えを収録した特典ディスクが付属している。(約90分)

## 地上波放送履歴
| 回数   | テレビ局   | 番組名             | 放送日        | 吹替版       |
| ------ | ---------- | ------------------ | ------------- | ------------ |
| 初回   | 日本テレビ | 金曜ロードショー   | 2001年1月12日 | 日本テレビ版 |
| 2回目  | テレビ朝日 | 日曜洋画劇場       | 2002年6月23日 | 日本テレビ版 |
| 3回目  | 日本テレビ | 金曜ロードショー   | 2004年2月13日 | 日本テレビ版 |
| 4回目  | テレビ朝日 | 日曜洋画劇場       | 2005年2月13日 | 日本テレビ版 |
| 5回目  | テレビ朝日 | 日曜洋画劇場       | 2007年2月4日  | 日本テレビ版 |
| 6回目  | 日本テレビ | 金曜ロードショー   | 2008年9月5日  | 日本テレビ版 |
| 7回目  | テレビ東京 | 水曜シアター9      | 2009年8月26日 | 日本テレビ版 |
| 8回目  | 日本テレビ | 金曜ロードSHOW!    | 2012年5月25日 | 日本テレビ版 |
| 9回目  | テレビ東京 | 午後のロードショー | 2016年8月22日 | 日本テレビ版 |
| 10回目 | テレビ東京 | 午後のロードショー | 2017年7月27日 | 日本テレビ版 |
| 11回目 | テレビ東京 | 午後のロードショー | 2019年1月7日  | 日本テレビ版 |
| 12回目 | テレビ東京 | 午後のロードショー | 2021年2月11日 | 日本テレビ版 |
| 13回目 | テレビ東京 | 午後のロードショー | 2023年7月28日 | 日本テレビ版 |

## スタッフ
- 監督：バリー・ソネンフェルド
- 製作：ローリー・マクドナルド、ウォルター・F・パークス
- 製作総指揮：スティーヴン・スピルバーグ
- 原作：ローウェル・J・カニンガム
- 脚本：エド・ソロモン
- 撮影：ドン・ピーターマン
- 音楽：ダニー・エルフマン
- 視覚効果：VCE
- タイトルデザイン：パブロ・フェロ

## その他

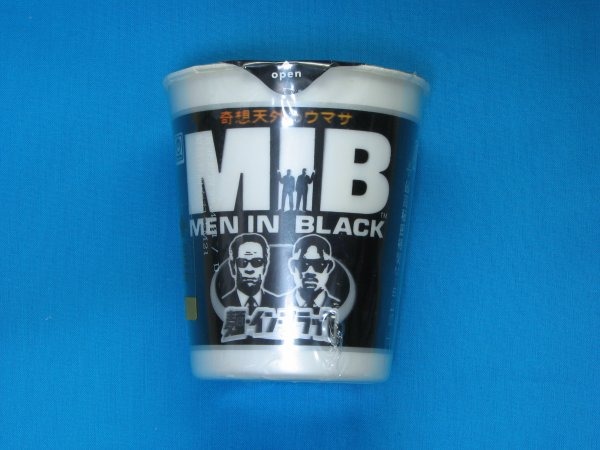
マルちゃん「麺・イン・ブラック」（1997年）

- 当初エージェントK役にはクリント・イーストウッドが、J役にはデヴィッド・シュワイマーやクリス・オドネルが、監督にはクエンティン・タランティーノが打診されていた。
- 劇中に地球に潜伏する有名人を装った宇宙人として、スティーヴン・スピルバーグ、ダニー・デヴィート、監督のバリー・ソネンフェルド、シルヴェスター・スタローン、エルヴィス・プレスリー、デニス・ロッドマンらが挙げられている。
- 劇中でMIBエージェントが身に付けていたレイバンのサングラス『プレデター (Ray-Ban Predator 2) 』の売り上げは、映画の効果で3倍の500万ドルに伸びた。
- 日本では東洋水産から「麺・イン・ブラック」という名前のイカスミの入ったカップラーメンが映画とのタイアップのため期間限定で発売された。
- 本作のBlu-ray Disc版には、エイリアン語字幕が収録されている。
- ニュージーランド航空では、離陸前の機内安全ビデオにて『メン・イン・ブラック』の出演者による旅客機の安全設備案内がなされた。

## アニメシリーズ
同作のアニメシリーズとして、『メン・イン・ブラック』（Men in Black The Series、別題：メン・イン・ブラック・アニメーション・シリーズ）が製作された。

### キャスト
- J ：江原正士（英：キース・ダイアモンド）
- K：廣田行生（英：エド・オーロス→グレッグ・バーガー）
- Z：稲葉実（英：チャールズ・ネイピア）
- L：唐沢潤（英：ジェニファー・リエン→ジェニファー・マーティン）
- X ：日本語版未登場（英：アダム・ボールドウィン）
- アルファ -（英：デビッド・ワーナー）

### スタッフ
- 原作 - ローウェル・カニングハム
- 総監督 - リチャード・レイニス
- スーパーバイジングディレクター - 比留間敏之
- キャラクターデザイン - ミグエランコ・プラド
- 音楽 - ジム・ラザム
- ダイアログ・ディレクター - スーザン・ブルー
- 制作 - デュアン・カピッツィ、ジェフ・クライン、リチャード・レイニス
- 製作総指揮 - ローリー・マクドナルド、ウォルター・F・パークス、ジェフ・クライン
- アニメーション制作 - アデレード・プロダクション
- 製作 - アデレード・プロダクション、アンブリン・エンターテインメント、コロムビア・トライスター・テレビジョン

### 放送局
アメリカ合衆国では1997年から2001年までKids' WBで放送された。日本ではアニマックス、ミステリチャンネルで放送。後にTOKYO MXにて2009年2月10日より火曜23時30分に放映。いずれもシーズン2までの放送。

### 放映リスト
カッコ内は米国での話数。

#### シーズン1
| 話数   | サブタイトル             | 原題                            | 脚本                                    | 演出                 |
| ------ | ------------------------ | ------------------------------- | --------------------------------------- | -------------------- |
| 1      | グッバイ症候群           | The Long So-Long Syndrome       | デュアン・カピッツィ                    | フランク・ポール     |
| 2      | バザード症候群           | The Buzzard Syndrome            | スティーブ・ロバーツ                    | ネイサン・チュー     |
| 3      | フランク症候群           | The Irritable Bow-Wow Syndrome  | マーク・アマート                        | フランク・ポール     |
| 4      | アルファ症候群           | The Alpha Syndrome              | アレレックス・ヴァンザイ                | マイケル・ゴーゲン   |
| 5      | 潜入捜査症候群           | The Undercover Syndrome         | スティーブ・ロバーツ                    | デニス・ウッドヤード |
| 6      | ニューラライザー症候群   | The Neuralizer Syndrome         | マーク・アマート                        | デニス・ウッドヤード |
| 7      | シンビオート症候群       | The Symbiote Syndrome           | アレレックス・ヴァンザイ                | ネイサン・チュー     |
| 8      | 恋愛症候群               | The Inanimate Syndrome          | トーマス・パグスリー グレッグ・クライン | マイケル・ゴーゲン   |
| 9      | 共有症候群               | The Psychic Link Syndrome       | スティーブ・ロバーツ                    | ネイサン・チュー     |
| 10(11) | ドリーム症候群           | The Elle of My Dreams Syndrome  | グレッグ・ワイズマン                    | フランク・ポール     |
| 11(13) | 大脱走症候群             | The Take No Prisoners Syndrome  | ディーン・ステファン                    | デニス・ウッドヤード |
| 12(10) | タイムスリップ症候群     | The Head Trip Syndrome          | トーマス・パグスリー グレッグ・クライン | マイケル・ゴーゲン   |
| 13(12) | 私の彼はエイリアン症候群 | The I Married an Alien Syndrome | スティーブ・ロバーツ                    | デニス・ウッドヤード |

#### シーズン2
| 話数   | サブタイトル         | 原題                            | 脚本                                    | 演出                   |
| ------ | -------------------- | ------------------------------- | --------------------------------------- | ---------------------- |
| 14     | 小さな侵略者症候群   | The Little Big Man Syndrome     | トーマス・パグスリー グレッグ・クライン | ネイサン・チュー       |
| 15(16) | 生きていた男症候群   | The Heads You Lose Syndrome     | アレレックス・ヴァンザイ                | クリストファー・ドゾワ |
| 16(15) | クローン人間症候群   | The Quick Clone Syndrome        | デュアン・カピッツィ                    | マイケル・ゴーゲン     |
| 17     | 犬の中の犬症候群     | The Dog Eat Dog Syndrome        | スティーブ・ロバーツ                    | ネイサン・チュー       |
| 18     | 賞金稼ぎ症候群       | The Big Bad Bug Syndrome        | グレック・ワイズマン                    | クリストファー・ドゾワ |
| 19     | ハロウィン症候群     | The Jack O'Lantern Syndrome     | ロビン・ジル・バーガー                  | マイケル・ゴーゲン     |
| 20     | 美人捜査官症候群     | The Sonic Boom Syndrome         | スティーブ・ロバーツ                    | ネイサン・チュー       |
| 21     | パラサイト症候群     | The Bad Seed Syndrome           | アレレックス・ヴァンザイ                | クリストファー・ドゾワ |
| 22     | 巨大エイリアン症候群 | The Fmall, Fmall World Syndrome | グレッグ・ワイズマン                    | クリストファー・ドゾワ |
| 23(24) | スーパーマン症候群   | The Supermen in Black Syndrome  | スティーブ・ロバーツ                    | ネイサン・チュー       |
| 24(25) | ハリウッド症候群     | The Star System Syndrome        | グレッグ・ワイズマン                    | クリストファー・ドゾワ |
| 25(23) | ジングルベル症候群   | The Black Christmas Syndrome    | デュアン・カピッツィ                    | マイケル・ゴーゲン     |
| 26     | 復讐症候群           | The Blackguard Syndrome         | ジョン・ワイズマン グレッグ・ワイズマン | ネイサン・チュー       |

#### シーズン3
| 話数 | サブタイトル                        | 脚本                                    | 演出                         |
| ---- | ----------------------------------- | --------------------------------------- | ---------------------------- |
| 27   | The Worm-Guy Guy Syndrome           | デュアン・カピッツィ                    | ジェーン・ウー・ソリアーノ   |
| 28   | The Cold Sweat Syndrome             | スティーヴ・メルチング                  | ブライアン・アンドリューズ   |
| 29   | The Puppy Love Syndrome             | トーマス・パグスリー グレッグ・クライン | クリストファー・バーグレー   |
| 30   | The Lost Continent Syndrome         | ディーン・ステファン                    | クリストファー・バーグレー   |
| 31   | The Way Out West Syndrome           | トニー・スキラッチ                      | ネイサン・チュー             |
| 32   | The Mine, Mine, Mine Syndrome       | トニー・ライターノ                      | ダーウィン・クック           |
| 33   | The Bye-Bye Worm Syndrome           | アレレックス・ヴァンザイ                | ヴィンセンツォ・トリピティー |
| 34   | The Lights Out Syndrome             | ニック・デュボワ                        | ブライアン・アンドリューズ   |
| 35   | The Out to Pasture Syndrome         | ディーン・ステファン                    | ダーウィン・クック           |
| 36   | The Sardines and Ice Cream Syndrome | トニー・ソンモ                          | クリストファー・バーグレー   |
| 37   | The I Want My Mummy Syndrome        | スティーヴ・メルチング                  | ブライアン・アンドリューズ   |
| 38   | The Baby K Syndrome                 | バリー・ホーキンス                      | ヴィンセンツォ・トリピティー |
| 39   | The Bad Doggie Syndrome             | マーシャ・グリフィン                    | ダーウィン・クック           |
| 40   | The "J" is for James Syndrome       | ディーン・ステファン                    | ジェーン・ウー・ソリアーノ   |

#### シーズン4
| 話数 | サブタイトル                    | 脚本                                    | 演出                       |
| ---- | ------------------------------- | --------------------------------------- | -------------------------- |
| 41   | The Musical Chairs Syndrome     | ディーン・ステファン                    | カール・ワールステッド     |
| 42   | The Spectacle Syndrome          | マーシャ・グリフィン                    | チャック・ドロスト         |
| 43   | The Back to School Syndrome     | レン・アーレイ                          | マイケル・ゴーゲン         |
| 44   | The Opening Gambit Syndrome     | スティーヴ・メルチング                  | クリストファー・ドゾワ     |
| 45   | The Future's So Bright Syndrome | トーマス・パグスリー グレッグ・クライン | クリストファー・ドゾワ     |
| 46   | The Loose Ball Foul Syndrome    | アレレックス・ヴァンザイ                | クリストファー・バーグレー |
| 47   | The Hots for Jay Syndrome       | マイケル・エデンズ                      | チャック・ドロスト         |
| 48   | The Circus Parade Syndrome      | ジュリア・レワルド                      | カール・ワールステッド     |
| 49   | The Virtual Crossfire Syndrome  | ディーン・ステファン                    | チャック・ドロスト         |
| 50   | The Breaking News Syndrome      | マーシャ・グリフィン                    | カール・ワールステッド     |
| 51   | The Zero to Superhero Syndrome  | バズ・ホーキンス                        | カール・ワールステッド     |
| 52   | The Endgame Syndrome:Part I     | ディーン・ステファン                    | クリストファー・バーグレー |
| 53   | The Endgame Syndrome:Part II    | ディーン・ステファン                    | チャック・ドロスト         |

### 映像ソフト化
メン・イン・ブラック・アニメーション・シリーズ(VHS)
13話まで収録、全2巻。二ヶ国語収録。リリースはソニー・ピクチャーズ エンタテインメント。